# Подзаваловское сельское поселение
Подзаваловское се́льское поселе́ние — муниципальное образование в Урицком районе Орловской области Российской Федерации.
Административный центр — село Подзавалово.

## История
Статус и границы сельского поселения установлены Законом Орловской области от 19 ноября 2004 года № 443-ОЗ «О статусе, границах и административных центрах муниципальных образований на территории Урицкого района Орловской области».

## Население
| 2010 | 2012 | 2013 | 2014 | 2015 | 2016 | 2017 |
| ---- | ---- | ---- | ---- | ---- | ---- | ---- |
| 736  | ↘721 | ↘688 | ↗706 | ↘683 | ↘672 | ↗678 |
| 2018 | 2019 | 2020 | 2021 | 2023 |      |      |
| ↘672 | ↘665 | ↘653 | ↘569 | ↗577 |      |      |

## Состав сельского поселения
| №  | Населённый пункт | Тип населённого пункта       | Население |
| -- | ---------------- | ---------------------------- | --------- |
| 1  | Александровка    | деревня                      |           |
| 2  | Бибиково         | деревня                      | 47        |
| 3  | Красная Нива     | посёлок                      | 24        |
| 4  | Красная Свобода  | посёлок                      | 28        |
| 5  | Муратово         | деревня                      | 63        |
| 6  | Ново-Марково     | деревня                      | 1         |
| 7  | Подзавалово      | село, административный центр | ↘412      |
| 8  | Постниково       | деревня                      | 16        |
| 9  | Солнцево         | деревня                      | 46        |
| 10 | Сопово           | деревня                      | 22        |
| 11 | Талызино         | деревня                      | 41        |
| 12 | Тулупово         | деревня                      | 9         |
| 13 | Холх             | деревня                      | 25        |